# Xocchel (kommun)
Xocchel är en kommun i Mexiko.   Den ligger i delstaten Yucatán, i den östra delen av landet, 1 100 km öster om huvudstaden Mexico City. Antalet invånare är 3 236. Arean är 54 kvadratkilometer.
Terrängen i Xocchel är mycket platt.